# Jacques Delruelle
Pour les articles homonymes, voir Delruelle.
Le baron Jacques, Jules, Louis, Jean Delruelle, né le 18 février 1930 à Liège, décédé le 12 juillet 2022 à Bruxelles, est un chef d'entreprise[Laquelle ?] belge. 
Il est administrateur de sociétés[Lesquelles ?]. Il est docteur en droit, licencié en droit économique. Il a été élevé au rang de baron par le roi des Belges Albert II en 1995.
Son épouse Janine Ghobert a été juge à la Cour constitutionnelle de Belgique de 1992 à 2001.

## Mandats passés
- Vice-président national et président francophone de la Croix-Rouge de Belgique
- Régent de la Banque nationale de Belgique
- Premier vice-président du Conseil économique et social de Wallonie
- Ancien président de l'Union wallonne des Entreprises
- Membre du conseil d'administration de la Société provinciale d'Industrialisation de la province de Liège
- Président de la Société littéraire de Liège
- Administrateur de la Fondation Désiré Jaumain
- Consul général de la Principauté de Monaco

## Décorations
- Officier de l'ordre de Grimaldi Il est fait officier le 20 juillet 2001[2].